# 7-я армия (Османская империя)
Эта статья о 7-й армии Османской империи, см. также 7-я армия
7-я армия (тур. 7. Ordu) — воинское формирование армии Османской империи.

## Формирование и боевой путь
7-я армия была сформирована в 1877 году. Подразделения армии после формирования были размещены в арабских регионах Османской империи Аравии и Йемене. В 1908 году она состояла из 13-й и 14-й пехотных дивизий, одного кавалерийского полка и одного артиллерийского полка. Подразделения армии активно принимали участие в подавлении мятежей и восстаний среди арабского населения в Йемене. После начала Первой мировой войны 7-я армия принимала участие в боевых действиях против британских войск в Палестине. Подразделения армии участвовали в битве при Мегиддо. Фактически 7-я армия перестала существовать после британского наступления в сентябре 1918 года.